# Мшвениерадзе, Пётр Яковлевич
Пётр Яковлевич Мшвениерадзе (груз. პეტრე იაკობის ძე მშვენიერაძე; 24 марта 1929, Тифлис — 3 июня 2003, Москва) — советский ватерполист, представлявший советскую сборную на Олимпийских играх 1952, 1956 и 1960 годов. Серебряный призёр Олимпийских игр 1960 года и бронзовый призёр Олимпийских игр 1956 года. Вне спорта — кандидат юридических наук, полковник внутренней службы, доцент кафедры уголовного права Академии МВД России.

## Биография

### Карьера в клубах
Занимался плаванием с 14-летнего возраста, первым тренером был Лука Иоакимиди. В 1944 году в составе сборной Грузинской ССР выступал на юношеском первенстве СССР в Горьком, став чемпионом в плавании брассом на 100 и 200 метров. В 1946 году увлёкся водным поло и дебютировал в составе «Динамо» из Тбилиси на чемпионате СССР, заняв с ним шестое место. С 1952 по 1963 годы выступал за московские клубы ВВС МВО и «Динамо», стал 10-кратным чемпионом СССР (1952, 1955—1963).

### Карьера в сборной
В 1949 году дебютировал в сборной СССР и помог добиться победы в серии из нескольких матчей против команды Чехословакии, забросив половину мячей. В 1951 году после первой встречи со сборной Венгрии проходил практику и несколько тренировок под руководством Иштвана Сивоша, венгерского ватерполиста, который стал для него вторым тренером. Во время одной из тренировок Сивош рассказал Петру о том, как должен выступать настоящий ватерполист:
Никогда не жалуйся судье, не показывай мимикой, что тебя топят, что защитник нарушил правила. Словом, не выклянчивай у судьи наказания сопернику. Держись на воде, не тони; вытащи на себе защитника, покажи судье, что он на тебе висит. Как мешок! Вот это и будет настоящее водное поло — игра сильных мужчин. Будь сильным. И развивай ноги. Я на воде чувствую себя так же, как на земле, — меня ноги держат! Запомни мои слова, Пётр, и ты станешь большим ватерполистом!
Мшвениерадзе, стараясь развить свой талант, пытался копировать действия Сивоша, однако тренер венгерских ватерполистов Райки Бела посоветовал не поступать так и рекомендовал развивать исходные данные. Пётр для усиления своих игровых качеств стал заниматься с тяжелоатлетическими ядрами и баскетбольными мячами, а также заниматься баскетболом, футболом и волейболом. Это позволило советскому ватерполисту показывать уникальные физические возможности во время матча: он обладал арсеналом разнообразных бросков, был способен бросать в любой ситуации по воротам. Авторитет Петра Яковлевича позволил ему стать капитаном сборной СССР перед Олимпиадой в Мельбурне (ранее он выступал также и на Играх в Хельсинки).
В составе сборной СССР выиграл бронзовую награду той Олимпиады, проведя все семь игр. На Олимпиаде в Мельбурне, однако, случился скандал: полуфинал против команды Венгрии проходил в те же дни, когда происходили кровавые события в Будапеште. В матче Венгрия — СССР при счёте 3:0 венгерские игроки устроили драку в бассейне, и Мшвениерадзе оказался в числе пострадавших: нападающий сборной Венгрии Дежё Дьярмати сломал грузинскому ватерполисту нос, однако Пётр не поддался на провокацию. Матч был остановлен, остался недоигранным, сборной СССР засчитали техническое поражение. Мшвениерадзе был практически единственным игроком советской команды, не вступившим в драку, и, несмотря на такой исход встречи, он был удостоен звания «Заслуженный мастер спорта СССР» (1956). Ещё через четыре года Мшвениерадзе стал серебряным призёром Олимпиады в Риме: в семи играх он забил 5 мячей, однако в СССР это выступление признали не особо удачным. На счету грузинского ватерполиста также серебряная медаль чемпионата Европы 1962 года и бронзовая медаль первенства Европы 1958 года.

### После карьеры ватерполиста
Завершив карьеру игрока, до 2002 года преподавал уголовное право в Академии МВД. Получил высшее образование по этой специальности, став кандидатом юридических наук и доцентом Академии МВД. В мае 2002 года живые на тот момент участники Олимпиады 1956 года сборных СССР и Венгрии встретились в Будапеште, чтобы официально принести друг другу извинения за сорванную игру. Эрвин Задор, который пострадал больше всего в той игре (рассечение брови), сказал, что это была лишь обычная травма.
В декабре 2002 года у Мшвениерадзе обнаружили острый лейкоз, и он был госпитализирован в Московский институт гематологии, где провёл оставшиеся дни своей жизни. Из-за сеансов химиотерапии его состояние ухудшилось. Шли переговоры о том, чтобы перевезти его в немецкую клинику, где лечилась Раиса Горбачёва, однако российские врачи отговорили близких Петра Яковлевича делать это. Вскоре у Мшвениерадзе началось воспаление лёгких, и 3 июня 2003 года он скончался. 6 июня прошла панихида в Троекуровском ритуальном комплексе, после чего Петра Яковлевича похоронили на Троекуровском кладбище.

### Семья
Был женат на Нателе Гогуа. Дети также занимались водным поло: призёр чемпионата мира Нугзар и олимпийский чемпион 1980 года Георгий. Внуки: Натела, Пётр и Павел (дети Нугзара), Игорь и Вероника (дети Георгия).

## Награды
- Орден «Знак Почёта» (16.09.1960) — за успешные выступления в XVII летних и VIII зимних Олимпийских играх 1960 года, а также за выдающиеся спортивные достижения[5]
- Орден «Знак Почёта» (27.04.1957) — «за успехи, достигнутые в деле развития массового физкультурного движения в стране, повышения мастерства советских спортсменов, и успешное выступление на международных соревнованиях»